# (1339) Désagneauxa
(1339) Désagneauxa es un asteroide que forma parte del cinturón de asteroides y fue descubierto por Louis Boyer desde el observatorio de Argel-Bouzaréah, Argelia, el 4 de diciembre de 1934.

## Designación y nombre
Désagneauxa recibió inicialmente la designación de 1934 XB.
Posteriormente, se nombró en honor de un cuñado del descubridor.

## Características orbitales
Désagneauxa se encuentra a una distancia promedio del Sol de 3.02 unidades astronómicas (ua), con la capacidad de alejarse hasta 3,195 ua. Su órbita presenta una inclinación orbital de 8,693° y una excentricidad orbital de 0.05799. El tiempo que le toma completar una órbita alrededor del Sol es de 1917 días.